# Cratere Anděl
Anděl è un cratere lunare di 32,93 km situato nella parte sud-orientale della faccia visibile della Luna.
Il cratere è dedicato all'astronomo ceco Karel Anděl.

## Crateri correlati
Alcuni crateri minori situati in prossimità di Anděl sono convenzionalmente identificati, sulle mappe lunari, attraverso una lettera associata al nome.
| Anděl | Coordinate            | Diametro (in km) |
| ----- | --------------------- | ---------------- |
| A     | 10°48′36″S 11°14′24″E | 13,4             |
| C     | 9°00′36″S 11°09′00″E  | 3,01             |
| D     | 10°47′24″S 11°42′36″E | 5,98             |
| E     | 12°01′12″S 12°13′12″E | 5,7              |
| F     | 8°20′24″S 11°04′48″E  | 9,22             |
| G     | 10°56′24″S 12°18′36″E | 4,12             |
| H     | 6°40′12″S 11°18′36″E  | 5,25             |
| J     | 7°32′24″S 11°24′36″E  | 5,52             |
| K     | 5°49′48″S 11°33′36″E  | 3,69             |
| M     | 9°45′00″S 11°07′12″E  | 26,46            |
| N     | 10°14′24″S 11°20′24″E | 8,5              |
| P     | 11°39′S 12°12′E       | 17,56            |
| S     | 11°24′S 12°42′E       | 4,52             |
| T     | 11°15′00″S 13°14′24″E | 3,38             |
| W     | 12°21′36″S 12°15′36″E | 11,19            |